# Асијенда Санта Фе (Тлахомулко де Зуњига)
Асијенда Санта Фе (шп. Hacienda Santa Fe) насеље је у Мексику у савезној држави Халиско у општини Тлахомулко де Зуњига. Насеље се налази на надморској висини од 1552 м.

## Становништво
Према подацима из 2010. године у насељу је живело 86935 становника.

### Хронологија
| Година       | 2005                  | 2010                  |
| ------------ | --------------------- | --------------------- |
| Становништво | 28252 (14111 / 14141) | 86935 (43038 / 43897) |

### Попис
| \| \| м \| \| \| ж \| \| 0—2 \| 3.674 \| \| \| 3.633 \| \| 3—5 \| 4.090 \| \| \| 3.954 \| \| 6—11 \| 7.159 \| \| \| 7.043 \| \| 12—14 \| 2.565 \| \| \| 2.429 \| \| 15—17 \| 1.975 \| \| \| 2.048 \| \| 18—24 \| 3.895 \| \| \| 4.691 \| \| 60+ \| 697 \| \| \| 884 \| \| Просек : \| 24,8 \| \| \| 25,1 \| |       |  |  |       |
| |       |  |  |       |
| | м     |  |  | ж     |
| 0—2 | 3.674 |  |  | 3.633 |
| 3—5 | 4.090 |  |  | 3.954 |
| 6—11 | 7.159 |  |  | 7.043 |
| 12—14 | 2.565 |  |  | 2.429 |
| 15—17 | 1.975 |  |  | 2.048 |
| 18—24 | 3.895 |  |  | 4.691 |
| 60+ | 697   |  |  | 884   |
| Просек : | 24,8  |  |  | 25,1  |

| #   | Индикатор                                                                                        | Вредност |
| --- | ------------------------------------------------------------------------------------------------ | -------- |
| 1   | Становништво од 0 до 2 године                                                                    | 7307     |
| 2   | Мушко становништво од 0 до 2 године                                                              | 3674     |
| 3   | Женско становништво од 0 до 2 године                                                             | 3633     |
| 4   | Становништво са 3 и више година                                                                  | 78991    |
| 5   | Мушко становништво са 3 и више година                                                            | 39039    |
| 6   | Женско становништво са 3 и више година                                                           | 39952    |
| 7   | Становништво са 5 и више година                                                                  | 73616    |
| 8   | Мушко становништво са 5 и више година                                                            | 36283    |
| 9   | Женско становништво са 5 и више година                                                           | 37333    |
| 10  | Становништво са 12 и више година                                                                 | 56745    |
| 11  | Мушко становништво са 12 и више година                                                           | 27790    |
| 12  | Женско становништво са 12 и више година                                                          | 28955    |
| 13  | Становништво са 15 и више година                                                                 | 51751    |
| 14  | Мушко становништво са 15 и више година                                                           | 25225    |
| 15  | Женско становништво са 15 и више година                                                          | 26526    |
| 16  | Становништво са 18 и више година                                                                 | 47728    |
| 17  | Мушко становништво са 18 и више година                                                           | 23250    |
| 18  | Женско становништво са 18 и више година                                                          | 24478    |
| 19  | Становништво од 3 до 5 година                                                                    | 8044     |
| 20  | Мушко становништво од 3 до 5 година                                                              | 4090     |
| 21  | Женско становништво од 3 до 5 година                                                             | 3954     |
| 22  | Становништво од 6 до 11 година                                                                   | 14202    |
| 23  | Мушко становништво од 6 до 11 година                                                             | 7159     |
| 24  | Женско становништво од 6 до 11 година                                                            | 7043     |
| 25  | Становништво од 8 до 14 година                                                                   | 14131    |
| 26  | Мушко становништво од 8 до 14 година                                                             | 7156     |
| 27  | Женско становништво од 8 до 14 година                                                            | 6975     |
| 28  | Становништво од 12 до 14 година                                                                  | 4994     |
| 29  | Мушко становништво од 12 до 14 година                                                            | 2565     |
| 30  | Женско становништво од 12 до 14 година                                                           | 2429     |
| 31  | Становништво од 15 до 17 година                                                                  | 4023     |
| 32  | Мушко становништво од 15 до 17 година                                                            | 1975     |
| 33  | Женско становништво од 15 до 17 година                                                           | 2048     |
| 34  | Становништво од 18 до 24 године                                                                  | 8586     |
| 35  | Мушко становништво од 18 до 24 године                                                            | 3895     |
| 36  | Женско становништво од 18 до 24 године                                                           | 4691     |
| 37  | Женско становништво од 15 до 49 година                                                           | 24192    |
| 38  | Становништво са 60 и више година                                                                 | 1581     |
| 39  | Мушко становништво са 60 и више година                                                           | 697      |
| 40  | Женско становништво са 60 и више година                                                          | 884      |
| 41  | Однос између мушкараца и жена                                                                    | 98.04    |
| 42  | Становништво од нуле до 14 година                                                                | 34547    |
| 43  | Становништво од 15 до 64 године                                                                  | 50864    |
| 44  | Становништво од 65 година и више                                                                 | 887      |
| 45  | Просечан број деце                                                                               | 2.01     |
| 46  | Становништво рођено у ентитету                                                                   | 72878    |
| 47  | Мушко становништво рођено у ентитету                                                             | 35886    |
| 48  | Женско становништво рођено у ентитету                                                            | 36992    |
| 49  | Становништво рођено у другом ентитету                                                            | 12958    |
| 50  | Мушко становништво рођено у другом ентитету                                                      | 6596     |
| 51  | Женско становништво рођено у другом ентитету                                                     | 6362     |
| 52  | Становништво од 5 година и више резидентно у ентитету у јуну 2005. године                        | 69949    |
| 53  | Мушко становништво старосног доба од 5 година и више, резидентно у ентитету у јуну 2005. године  | 34310    |
| 54  | Женско становништво старосног доба од 5 и више година, резидентно у ентитету у јуну 2005. године | 35639    |
| 55  | Становништво од 5 година и више које је живело у другом ентитету у јуну 2005. године             | 2729     |
| 56  | Мушко становништво старије од 5 година које је живело у другом ентитету у јуну 2005. године      | 1432     |
| 57  | Женско становништво старије од 5 година које је живело у другом ентитету у јуну 2005. године     | 1297     |
| 58  | Становништво од 3 године и више које говори аутохтони језик                                      | 485      |
| 59  | Мушко становништво старо 3 године и више које говори аутохтони језик                             | 274      |
| 60  | Женско становништво старо 3 године и више које говори аутохтони језик                            | 211      |
| 61  | Становништво од 3 године и више које говори аутохтони језик и не говори шпански језик            | 0        |
| 62  | Мушко становништво старо 3 године и више које говори аутохтони језик и не говори шпански         | 0        |
| 63  | Женско становништво старо 3 године и више које говори аутохтони језик и не говори шпански језик  | 0        |
| 64  | Становништво старо 3 године и више које говори аутохтони језик и шпански                         | 368      |
| 65  | Мушко становништво старо 3 године и више које говори аутохтони језик и шпански                   | 218      |
| 66  | Женско становништво старо 3 године и више које говори аутохтони језик и шпански                  | 150      |
| 67  | Становништво од 5 година и више које говори аутохтони језик                                      | 481      |
| 68  | Становништво од 5 година и више које говори аутохтони језик и не говори шпански језик            | 0        |
| 69  | Становништво од 5 година и више које говори аутохтони језик и говори шпански језик               | 368      |
| 70  | Становништво у домородачким домаћинствима                                                        | 1005     |
| 71  | Становништво са ограничењима у активностима                                                      | 1481     |
| 72  | Становништво са ограниченим ходањем или кретањем, горе или доле                                  | 738      |
| 73  | Становници са ограничењима вида, чак и уз кориштење сочива                                       | 289      |
| 74  | Становништво са ограничењима говора, комуникације или конверзације                               | 184      |
| 75  | Становништво са ограниченим слухом                                                               | 112      |
| 76  | Становништво са ограничењима при одевању, купању или јелу                                        | 59       |
| 77  | Становништво са ограничењима у опажању или учењу једноставних ствари                             | 119      |
| 78  | Становништво са менталним ограничењима                                                           | 177      |
| 79  | Становништво без ограничења активности                                                           | 84449    |
| 80  | Становништво од 3 до 5 година које не похађа школу                                               | 4102     |
| 81  | Мушко становништво од 3 до 5 година које не похађа школу                                         | 2138     |
| 82  | Женско становништво од 3 до 5 година које не похађа школу                                        | 1964     |
| 83  | Становништво од 6 до 11 година које не похађа школу                                              | 529      |
| 84  | Мушко становништво од 6 до 11 година које не похађа школу                                        | 269      |
| 85  | Женско становништво од 6 до 11 година које не похађа школу                                       | 260      |
| 86  | Становништво од 12 до 14 година које не похађа школу                                             | 575      |
| 87  | Мушко становништво од 12 до 14 година које не похађа школу                                       | 311      |
| 88  | Женско становништво од 12 до 14 година које не похађа школу                                      | 264      |
| 89  | Становништво од 15 до 17 година похађа школу                                                     | 2298     |
| 90  | Мушко становништво од 15 до 17 година похађа школу                                               | 1121     |
| 91  | Женско становништво између 15 и 17 година живота у школи                                         | 1177     |
| 92  | Становништво од 18 до 24 године похађа школу                                                     | 1068     |
| 93  | Мушко становништво од 18 до 24 године похађа школу                                               | 530      |
| 94  | Женско становништво од 18 до 24 године похађа школу                                              | 538      |
| 95  | Становништво од 8 до 14 година које не може да чита и пише                                       | 405      |
| 96  | Мушко становништво старосног доба од 8 до 14 година које не може да чита и пише                  | 227      |
| 97  | Женско становништво старосног доби од 8 до 14 година које не може да чита и пише                 | 178      |
| 98  | Становништво од 15 година и више које је неписмено                                               | 605      |
| 99  | Мушко становништво од 15 година и више које је неписмено                                         | 238      |
| 100 | Женско становништво од 15 година и више које је неписмено                                        | 367      |
| 101 | Становништво старо 15 и више година без школовања                                                | 902      |
| 102 | Мушко становништво старо 15 и више година без школовања                                          | 378      |
| 103 | Женско становништво старо 15 и више година без школовања                                         | 524      |
| 104 | Становништво старосног доба 15 и више година са непотпуним основним образовањем                  | 3003     |
| 105 | Мушко становништво старосног доба од 15 година и више са непотпуном основним образовањем         | 1332     |
| 106 | Женско становништво старосног доба 15 и више година са непотпуном основним образовањем           | 1671     |
| 107 | Становништво старо 15 и више година са комплетним основним образовањем                           | 8626     |
| 108 | Мушко становништво старо 15 година и више са комплетним основним образовањем                     | 3807     |
| 109 | Женско становништво старо 15 и више година са комплетним основним образовањем                    | 4819     |
| 110 | Становништво старосног доба 15 и више година са непотпуним средњим образовањем                   | 3809     |
| 111 | Мушко становништво старосног доба од 15 година и више са непотпуним средњим образовањем          | 1950     |
| 112 | Женско становништво старосног доба од 15 година и више са непотпуним средњим образовањем         | 1859     |
| 113 | Становништво старо 15 и више година са пуним секундарном образовањем                             | 18650    |
| 114 | Мушко становништво старосног доба од 15 година и више са пуним секундарном образовањем           | 9157     |
| 115 | Женско становништво старосног доба од 15 година и више са пуним секундарном образовањем          | 9493     |
| 116 | Становништво старије од 18 година са постосновним образовањем                                    | 15553    |
| 117 | Мушко становништво старије од 18 година са постосновним образовањем                              | 8101     |
| 118 | Женско становништво старије од 18 година са постосновним образовањем                             | 7452     |
| 119 | Просечна оцена школовања                                                                         | 9.08     |
| 120 | Просечан ниво образовања мушке популације                                                        | 9.25     |
| 121 | Просечан ниво образовања женског становништва                                                    | 8.9      |
| 122 | Економски активно становништво                                                                   | 34505    |
| 123 | Економски активна мушка популација                                                               | 22992    |
| 124 | Економски активна женска популација                                                              | 11513    |
| 125 | Становништво које није економски активно                                                         | 22049    |
| 126 | Мушко становништво које није економски активно                                                   | 4698     |
| 127 | Женско становништво које није економски активно                                                  | 17351    |
| 128 | Запослено становништво                                                                           | 33017    |
| 129 | Запослено мушко становништво                                                                     | 21884    |
| 130 | Запослено женско становништво                                                                    | 11133    |
| 131 | Незапослена популација                                                                           | 1488     |
| 132 | Незапослена мушка популација                                                                     | 1108     |
| 133 | Незапослена женска популација                                                                    | 380      |
| 134 | Становништво без права на здравствене услуге                                                     | 22825    |
| 135 | Становништво које има право на здравствене услуге                                                | 63366    |
| 136 | Становништво које има право на ИМСС                                                              | 56686    |
| 137 | Становништво које има право на социјално осигурање                                               | 1515     |
| 138 | Становништво које има право на државно социјално осигурање                                       | 45       |
| 139 | Становништво које има право на опште осигурање или здравствено осигурање за нову генерацију      | 4676     |
| 140 | Становништво које је било једном или није било у браку током 12 година и више                    | 15234    |
| 141 | Венчано или уједињено становништво од 12 година и више                                           | 37627    |
| 142 | Становништво које је било у браку или уједињено 12 година и више                                 | 3770     |
| 143 | Становништво са католичком религијом                                                             | 78880    |
| 144 | Протестанти, еванђелисти и библијски следбеници различити од еванђелиста                         | 4789     |
| 145 | Становништво са другим религијама различитим од претходних                                       | 88       |
| 146 | Становништво без религије                                                                        | 1926     |
| 147 | Укупно пописаних домаћинства                                                                     | 22821    |
| 148 | Пописна домаћинства на челу са мушкарцима                                                        | 18654    |
| 149 | Пописна домаћинства на челу са женама                                                            | 4167     |
| 150 | Становништво у пописним домаћинствима                                                            | 86310    |
| 151 | Становништво у пописним домаћинствима на челу са мушкарцима                                      | 72760    |
| 152 | Становништво у пописним домаћинствима на челу са женама                                          | 13550    |
| 153 | Укупно домаћинстава                                                                              | 36928    |
| 154 | Укупно насељених домаћинстава                                                                    | 23027    |
| 155 | Укупно приватних кућа                                                                            | 36722    |
| 156 | Насељени приватни домови                                                                         | 22821    |
| 157 | Укупно насељених приватних кућа                                                                  | 23026    |
| 158 | Ненасељене приватне куће                                                                         | 12533    |
| 159 | Појединачна домаћинства за привремену употребу                                                   | 1368     |
| 160 | Становници у насељеним приватним кућама                                                          | 86310    |
| 161 | Насељеност станара у приватним становима                                                         | 3.78     |
| 162 | Просечно становника по соби у приватним насељеним домаћинствима                                  | 1.23     |
| 163 | Појединачна домаћинства са подовима од различитих материјала од земље                            | 22295    |
| 164 | Појединачна домаћинства у приземљу                                                               | 420      |
| 165 | Појединачна домаћинства са једном спаваћом собом                                                 | 6403     |
| 166 | Појединачна домаћинства са две спаваће собе и више                                               | 16366    |
| 167 | Појединачна домаћинства са једним собом                                                          | 956      |
| 168 | Појединачна домаћинства са две собе                                                              | 3951     |
| 169 | Појединачна домаћинства са 3 собе и више                                                         | 17820    |
| 170 | Појединачна домаћинства која имају електрично светло                                             | 22767    |
| 171 | Појединачна домаћинства која немају електрично светло                                            | 31       |
| 172 | Појединачна домаћинства која имају водоводну воду у стамбеном простору                           | 22525    |
| 173 | Појединачна домаћинства која немају водоводну воду у стамбеном простору                          | 226      |
| 174 | Појединачна домаћинства која имају тоалет                                                        | 22758    |
| 175 | Појединачна домаћинства која имају канализацију                                                  | 22724    |
| 176 | Појединачна домаћинства која немају канализацију                                                 | 10       |
| 177 | Појединачна домаћинства која имају електрично светло, довод воде из јавне мреже и канализацију   | 22448    |
| 178 | Појединачна домаћинства без икаквих услова                                                       | 32       |
| 179 | Појединачна домаћинства која имају радио                                                         | 19734    |
| 180 | Појединачна домаћинства која имају телевизор                                                     | 22442    |
| 181 | Појединачна домаћинства која имају фрижидер                                                      | 21215    |
| 182 | Појединачна домаћинства која имају машину за веш                                                 | 17141    |
| 183 | Појединачна домаћинства која имају аутомобил или комби                                           | 9565     |
| 184 | Појединачна домаћинства која имају рачунар                                                       | 5447     |
| 185 | Појединачна домаћинства која имају фиксну телефонску линију                                      | 8235     |
| 186 | Појединачна домаћинства која имају мобилни телефон                                               | 20314    |
| 187 | Појединачна домаћинства која имају приступ интернету                                             | 3116     |
| 188 | Величина локације                                                                                | 10       |